# キセキ (競走馬)
キセキ（欧字名:Kiseki、2014年5月13日 - ）は、日本の競走馬・種牡馬。2017年の菊花賞の勝ち馬である。

## 戦績

### 2歳（2016年）
12月11日阪神の新馬戦に2番人気で出走。道中3番手の外を追走すると直線で抜け出し3馬身半差をつけて圧勝した。

### 3歳（2017年）
3歳初戦となった1月29日のセントポーリア賞（500万下）は1番人気に推されたが、直線で伸び切れず5着。続くすみれステークス (OP)では単勝1倍圏内の支持を集めるも先に抜け出したクリンチャーやタガノアシュラを捉えきれず、毎日杯では直線で上がり3ハロン33.4秒の末脚で先団に追い付くも惜しくも届かずともに3着となり、賞金を加算できず春のクラシック出走を断念し休養に入った。
7月15日中京の3歳以上500万下で復帰、後方から追い込んで先行勢を瞬く間に差し切り、2着に2馬身差をつけ2勝目（この時に騎乗していた福永祐一騎手はJRA通算2000勝となった。）を挙げる。続く信濃川特別（1000万下）では後方で脚を溜め、直線で楽に抜け出し連勝、3勝目を挙げた。
次走は9月24日の神戸新聞杯（GII）を選択。近2走で見せた精彩な末脚の印象から、本年の東京優駿（日本ダービー、以下「ダービー」と記述）を制したレイデオロに次ぐ2番人気に支持される。レースでは道中は中団で待機し、直線では内側で馬群の隙を見つけるとすぐさま前へと進出し、残り200m付近からはメンバー最速となる上がり3ハロン33.9秒の末脚で先に抜け出したレイデオロに迫るが、差が既に開いており、2馬身届かず2着に敗れた。しかし負けはしたものの、菊花賞への優先出走権を獲得した。
迎えた10月22日の菊花賞（GI）では、5年ぶり4度目となる当年のダービー1〜3着馬であるレイデオロ（最大目標をジャパンカップの方に掲げていたため）、スワーヴリチャード（休養による回復が遅れてしまい、間に合わなかったため）、アドミラブル（8月2日に脚部不安を発症したことが判明し、年内を休養に充てたため）が出走しなかったことや、平成29年台風第21号の影響により史上稀に見る極悪馬場での開催となることもあり、1番人気に支持されたものの単勝オッズは4.5倍という大混戦の様相となった。ちなみに、菊花賞において1番人気の単勝オッズが4倍以上になることはマヤノトップガンが勝った1995年以来、22年ぶりのことであった（この時の1番人気はダンスパートナーで、オッズは4.9倍）。レースでは道中中団のやや後ろを追走し、3〜4コーナーでの坂付近から徐に前進し、直線で溜めていた脚力を遺憾なく発揮し、上がり3ハロン40.0秒という異例の消耗戦の中、逃げ粘るクリンチャーらを残り100m付近で差し切り、追い縋るミッキースワローやポポカテペトルらを振り切って2着に2馬身差をつけ優勝した。これによりルーラーシップ産駒として初めて重賞を制覇し、鞍上のミルコ・デムーロは2003年にネオユニヴァースで、2015年にドゥラメンテで皐月賞とダービーを優勝しているため、この勝利で牡馬クラシック完全制覇を達成した。また、2着には10番人気のクリンチャー、3着には13番人気のポポカテペトルが入り、このレースでの3連単の配当額559,700円は、2008年の記録（523,990円）を9年ぶりに塗り替える菊花賞史上最高配当となった。（詳細は第78回菊花賞を参照）
12月10日に開催される香港ヴァーズ（G1）に出走のため海外遠征を行っていたが､12月4日になって左前肢に皮膚病が認められたこと、検疫厩舎内で他馬と隔離された環境に移動させられたことが発表された｡皮膚病自体は軽いものであり、調教メニューも通常通り行われた。迎えた香港ヴァーズ本番ではスタートで出遅れて最後方を追走し、向こう正面で進出を開始するも、直線で伸びず9着に沈んだ｡

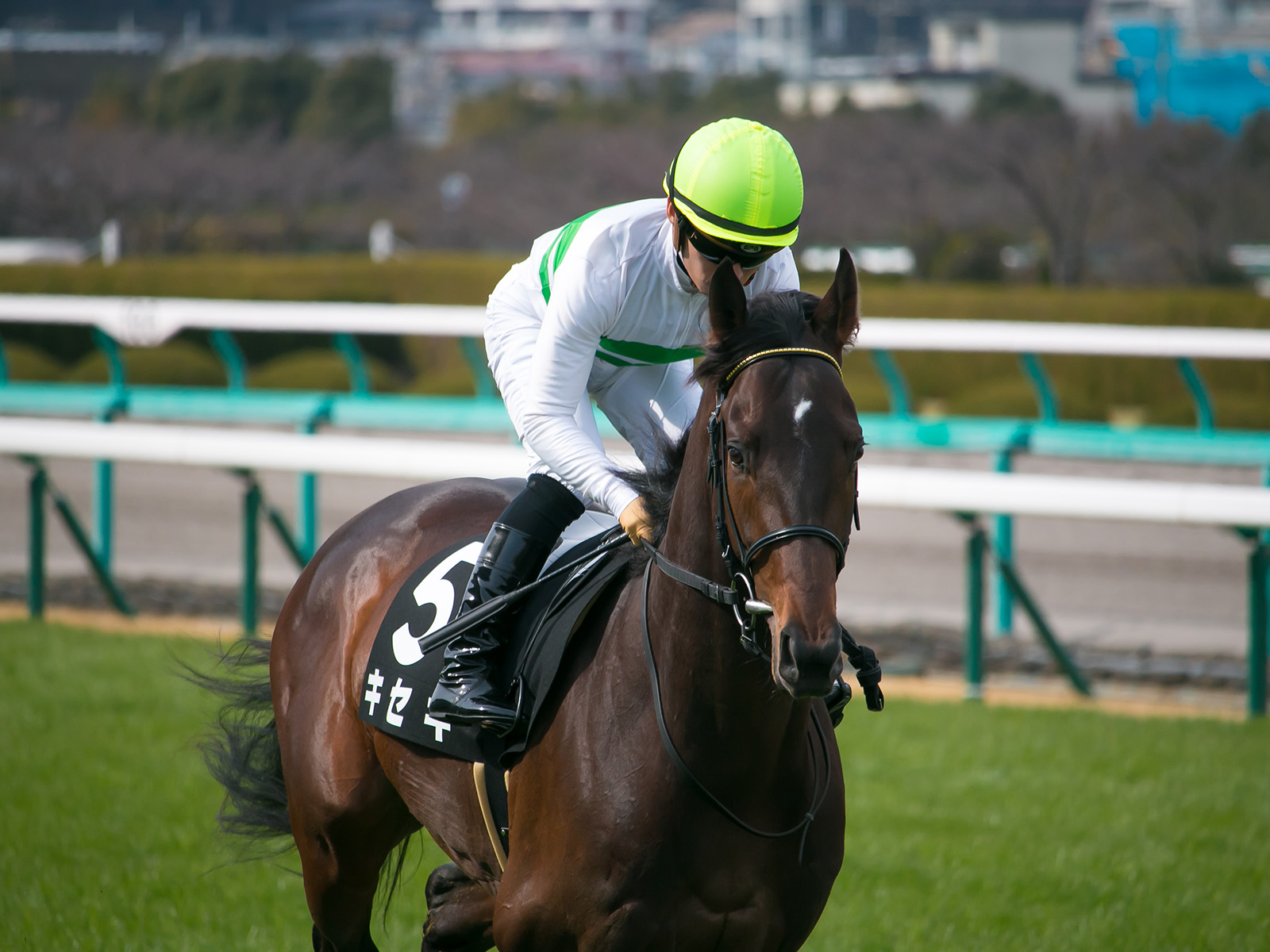
すみれS
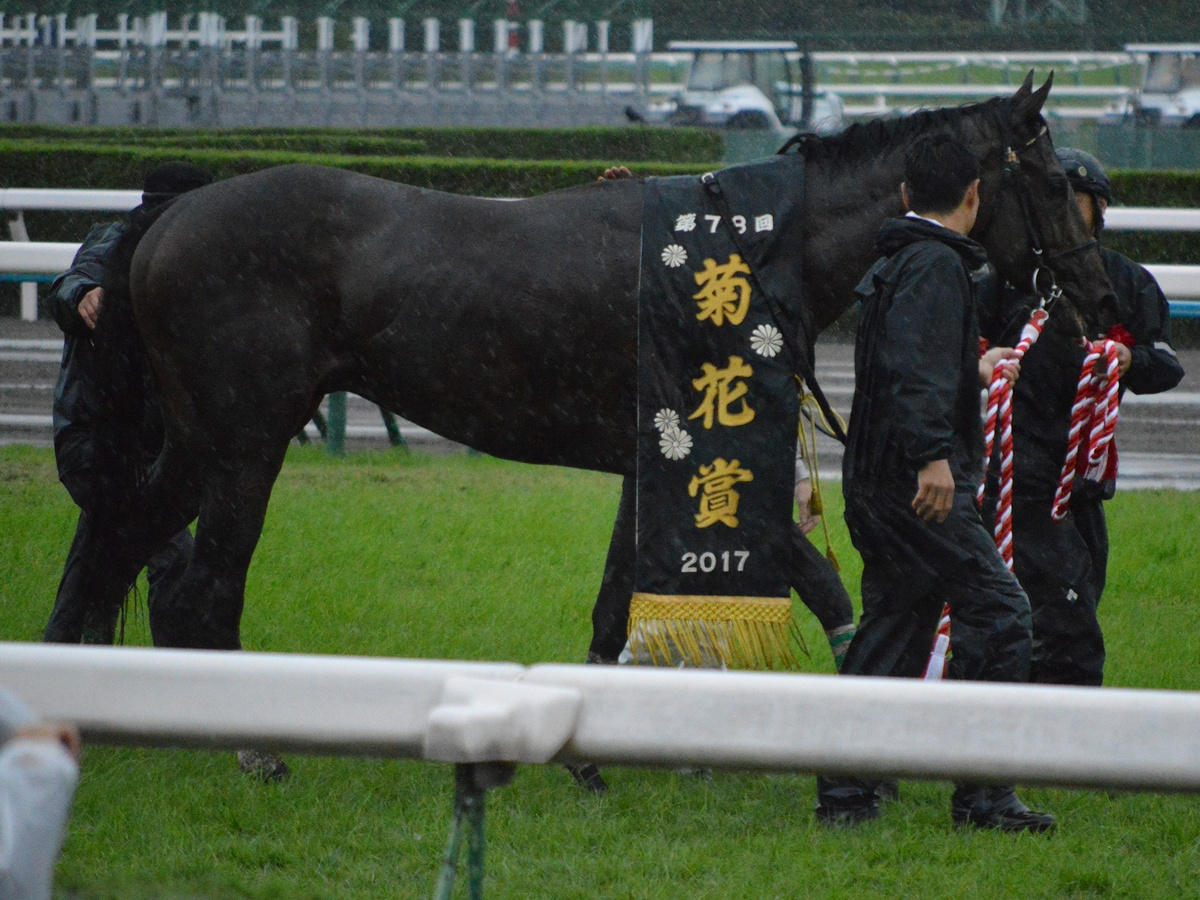
菊花賞表彰式
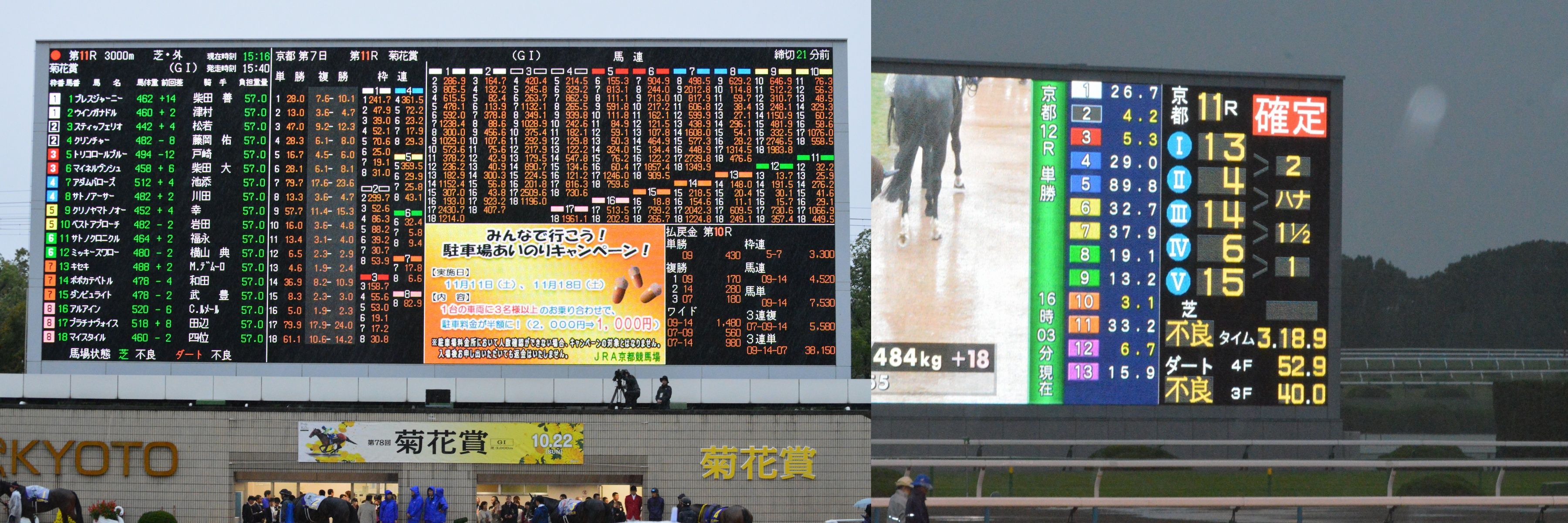
4年ぶりの不良馬場開催となり、オッズも割れた。(左)3分10秒を超える勝ち時計は42年ぶり(右)

### 4歳（2018年）
年明け初戦は日経賞（GII）に1番人気で出走。前半の1000mが1分2秒8というスローペースになったため2コーナーで中団から一気に先頭に上がって行ったが、最後の直線では伸びきれず9着に敗れた。
その後は天皇賞（春）（GI）には向かわず宝塚記念に出走。ファン投票1位のサトノダイヤモンドに次ぐ2番人気に支持される。レースでは香港馬ワーザーと並ぶ形で最後方から追走し、直線ではメンバー中3位の上がりで追い込んだが前が開かずに8着に終わった。
宝塚記念後、角居勝彦調教師の調教停止処分に伴い、中竹和也厩舎に転厩した。
川田将雅に乗り替わって出走した10月7日の毎日王冠（GII）はメンバー中唯一の負担重量、58kgを背負ったこともあって6番人気まで支持を落としたが、逃げたアエロリットを2番手から追走して直線でも粘り、ステルヴィオには交わされたものの3着に入った。
次走は10月28日の天皇賞（秋）（GI）に出走。レイデオロやスワーヴリチャードなどの実績馬が揃い、単勝オッズは6番人気に留まった。12頭中10番枠の外枠となったが、スタートから加速して2コーナーで先頭に立つと、後半は更にペースを上げて後続に2馬身の差を付けたまま先頭で直線に入り、ゴール手前でレイデオロとサングレーザーには差されたものの3着に逃げ粘った。

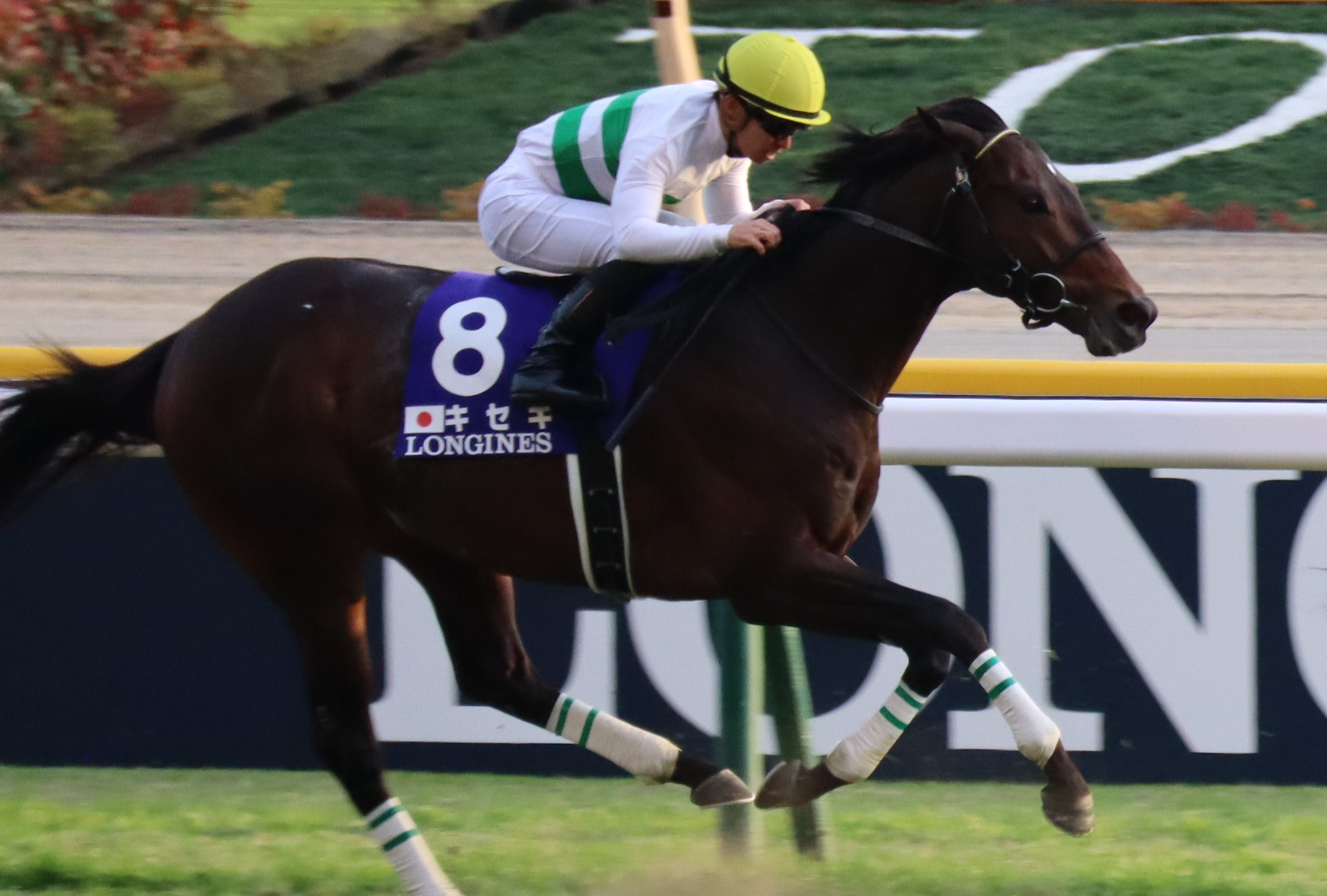
2018年ジャパンカップ出走時

その後は11月25日のジャパンカップ（GI）に出走。三冠牝馬アーモンドアイが1.4倍の圧倒的な支持を受ける中で、スワーヴリチャードとサトノダイヤモンドに次ぐ4番人気に推された。好スタートからハナを奪って前半1000m59秒9の平均ペースに持ち込むと、そこからペースを上げていき、2000mは1分57秒2（ウオッカが2008年に記録した旧コースレコードと同タイム）のハイペースで通過。直線でも逃げ脚は衰えず後続を突き放しにかかったが、2番手で競馬を進めていたアーモンドアイにゴール150m前で交わされ、同馬から1馬身3/4差の2着に敗れた。アーモンドアイの勝ちタイム2分20秒6はこれまでの日本レコードである2分22秒1を大幅に更新、アシデロが記録した2分21秒98をも上回る世界レコードとなった。本馬の走破時計も従来の記録を1秒以上更新し、3着のスワーヴリチャードには3馬身半差を付けており、鞍上の川田は「普通なら当たり前に押し切れるレース。今日は素晴らしい馬が前にいた」と述べ、アーモンドアイの鞍上C・ルメールも「キセキは強い馬で止まりません」とコメントした。（詳細は第38回ジャパンカップを参照）
年内最終戦として、ファン投票6位の票数を集めた12月23日の有馬記念（GI）に出走。スワーヴリチャードがこのレースを回避したため、本馬がこの年唯一の秋古馬三冠皆勤となり、レイデオロに次ぐ2番人気の支持を受けた。レースでは、好スタートからハナに立っていた最内枠のオジュウチョウサンと先頭を窺っていたミッキーロケットを14番の外枠から纏めて交わして逃げる展開となり、稍重馬場ながら前半1000mを60秒8のペースで通過。3馬身のリードを保って最後の直線に入ったが、ゴール手前で後続に飲み込まれ5着に敗れた。（詳細は第63回有馬記念を参照）

### 5歳（2019年）
角居勝彦調教師の調教停止処分の期間満了により、1月7日に中竹和也厩舎から角居勝彦厩舎に再転厩し、この年は3月31日の大阪杯（GI）から始動。ワグネリアンやペルシアンナイトなど本馬を含めてGI馬8頭、更にサングレーザーやエアウィンザーなどの実力馬も出走する豪華メンバーの中で、前年の有馬記念を制したブラストワンピースに次ぐ2番人気に支持された。レースではスローペースで逃げるエポカドーロを2番手から追走し、直線では馬場の中央から脚を伸ばしたが、内から追い込んで来たアルアインにクビ差及ばず2着に敗れた。
その後は宝塚記念（GI）に出走。12頭中本頭含めたGI馬6頭が集まる中でレイデオロから僅差の1番人気に推される。レースではスタート直後の位置取りに苦戦するも、最内枠を生かしてハナを奪う。しかし、リスグラシューが予想外の先行策を取り2番手を追走、最後の直線ではそれにかわされ、さらに追走してきたスワーヴリチャードらは抑えたものの、1着リスグラシューから3馬身差、また大阪杯に続く2着に終わる。レース後鞍上の川田将雅騎手は「3着以下は抑えきってくれましたが、勝った馬が強かったですね。自分の競馬はしっかりやってくれましたが、期待に応えられず、申し訳ありません。」と語った。（詳細は第60回宝塚記念を参照）
その後は凱旋門賞に参戦するため日本を出国、8月22日に調整先のフランスのギャヴァン・エルノン厩舎に到着した。
そして本馬は凱旋門賞の前哨戦であるフォワ賞に出走。鞍上は凱旋門賞で2度優勝経験があるC・スミヨンが務めた。4頭立てと少頭数となったこのレースでもキセキはハナを主張し逃げ切りを図ったが、直線で伸びを欠き3着に敗れた。1着は地元のヴァルトガイストで、連覇を果たした。レース後、鞍上のスミヨン騎手は敗因にスローペースを挙げ、「凱旋門賞では強い相手になるけど、コースも経験したし、さらにステップアップして、よくなってくると思う。」と凱旋門賞への展望を語った。
そして迎えた本番の凱旋門賞も引き続きスミヨンとのコンビで出走。日本からは他に札幌記念を経由してきたブラストワンピース、フィエールマンも参戦した。レースではスタートで後手を踏み、いつも通りハナを切れず中団から追走する形となると、最後まで先頭との距離を詰められず7着に敗れた。優勝は本馬がフォワ賞で敗北したヴァルトガイストで、12連勝中のイギリスの最強牝馬エネイブルの連勝もストップした。（詳細は第98回凱旋門賞を参照）
帰国後、年内最終戦として有馬記念に出走。ファン投票ではアーモンドアイ、リスグラシューに次ぐ3位の票数を集め、鞍上にはライアン・ムーアを迎えた。レース本番ではスタートで後手を踏み先行することができなかったものの、アエロリットが大逃げした事でペースが流れ、直線で追い込んで5着に入った。（詳細は第64回有馬記念を参照）

### 6歳（2020年）
前走騎乗したムーアが「距離が長いほうがいい」と陣営に進言したこともあり、この年は長距離3000mの阪神大賞典から始動。単勝1.6倍と圧倒的な支持を集めたが、スタートで大きく出遅れ、その後も折り合いがつかず7着に敗れた。レース後に川田騎手は「ゲートを出る気が無く、出た後もひたすら暴走していた」とレースを振り返り、角居調教師は「全部ダメでした」と内容を評した。スタートで大きく出遅れたことから、発走調教再審査が課された。
阪神大賞典の敗戦を受けて、一旦は予定していた天皇賞（春）の回避が決まったが、また一転して予定通り天皇賞へ向かうことが発表された。4月15日に天皇賞で鞍上に迎える予定の武豊を背にゲート再審査に合格、改めて正式に天皇賞（春）参戦が決定した。
迎えた同レースでは前年の勝ち馬で連覇を狙うフィエールマン、本馬が敗れた阪神大賞典を快勝したユーキャンスマイルに次ぐ3番人気となると、レース本番、懸念されていた発馬をスムーズに決めると、道中は3番手に付けた。しかし1周目のホームストレッチで掛かってハナに立ってしまい、そのまま逃げ切りを図るも、最後の直線半ばで力尽き6着に敗れた。
続いて前走から距離短縮となり、ファン投票7位に選出されて3年連続の出走となる宝塚記念に引き続き武豊鞍上で出走。史上最多のGI馬8頭が集結する豪華メンバーが揃った中、単勝オッズ14.2倍の6番人気となった。レースではスタートでやや後手を踏んだが、武豊が慌てず道中大外を回す展開に持ち込むと、勝負所でクロノジェネシスを見る形で進出。直線ではじりじりと脚を伸ばし、勝ったクロノジェネシスには6馬身差と水をあけられたが、3着モズベッロには5馬身差をつける2着を確保。宝塚記念2年連続連対を果たした。レース後、鞍上の武豊は「折り合いが付いたし、道中はいい感じ。勝ちパターンやったけど、勝った馬が強かったね。でも、久々にこの馬らしい競馬ができた。これぐらいの距離も合ってるんじゃないかな」とコメントした。
秋は京都大賞典から始動。ここ2戦で鞍上を務めた武豊が、新型コロナウイルスの影響により、フランスから帰国後の隔離を受けた影響で騎乗できず、浜中俊との初コンビを結成した。1番人気に推されたレースでは、スタートで後手を踏み、道中は最後方を追走したが、3コーナーから徐々に進出を開始。直線でも追い込んだが、グローリーヴェイズに3/4馬身差及ばず2着に惜敗した。

武豊に鞍上が戻った天皇賞（秋）ではスタートを決め、道中の折り合いもついたが、結果はアーモンドアイの5着に敗れた。レース後、武は「4コーナーでは一瞬“奇跡”が起きるかと思いましたが、瞬発力勝負ではきつかったです」とコメントした。なお、清山宏明調教助手とのペアでベストターンドアウト賞を受賞している。
武豊がワールドプレミアに騎乗するため浜中俊に鞍上が戻ったジャパンカップは1000ｍ通過57秒9のハイペースで大逃げを打ったが直線で力尽き8着に終わった。3年連続出走となった有馬記念はスタートで出遅れてしまい、道中追い上げたが12着と過去最低着順に終わった。

### 7歳（2021年）
2月末の角居勝彦厩舎解散に伴い、新規開業する辻野泰之厩舎に転厩。転厩初戦かつ7歳初戦となった金鯱賞は久々にデムーロ騎手が手綱をとり、最後方から上がり最速の脚を使ったが5着に敗れた。
次走は香港に遠征し、クイーンエリザベス2世カップに出走、7頭立てのうち4頭が日本馬というなか日本馬が上位を独占し、キセキは4着に入った。
帰国初戦となった宝塚記念は3歳時以来となる福永祐一とコンビを組む。レースは好位でリズム良く運んだが、勝負所からジリジリとした脚となり5着に敗れた。
7月から8月にかけて京都競馬場が行った、ファン投票によりこれまでに作られていない、または過去に製作実績があっても現在販売されていない競走馬のアイドルホースを制作するアイドルホースオーディションで3位となった。
秋に入り、10月10日の京都大賞典では和田竜二との初コンビで挑み3着に入る。11月28日のジャパンカップでは出遅れて最後方からのレースとなるも向正面でまくり気味に先頭に立って逃げたが、直線で失速し10着と大敗した。レース後の11月30日、12月26日に行われる有馬記念を最後に現役を引退し、2022年よりブリーダーズ・スタリオン・ステーションにて種牡馬入りすることが発表された。12月26日の第66回有馬記念では道中中団追走も最後の直線で伸びを欠いて10着に終わった。2022年1月7日付で競走馬登録を抹消された。

### 種牡馬時代
引退後はブリーダーズ・スタリオン・ステーションにて種牡馬となり、2022年より供用開始。初年度の種付け料は受胎条件で80万、出生条件で120万となっている。

## 競走成績
出典なき場合、以下の内容はnetkeiba.comの情報に基づく。
| 競走日     | 競馬場         | 競走名           | 格       | 距離（馬場）  | 頭 数 | 枠 番 | 馬 番 | オッズ （人気） | 着順 | タイム （上り3F）  | 着差  | 騎手              | 斤量 [kg] | 1着馬（2着馬）         | 馬体重 [kg] | 出典   |
| ---------- | -------------- | ---------------- | -------- | ------------- | ----- | ----- | ----- | --------------- | ---- | ------------------ | ----- | ----------------- | --------- | ---------------------- | ----------- | ------ |
| 2016.12.11 | 阪神           | 2歳新馬          |          | 芝1800m（良） | 8     | 4     | 4     | 002.40（2人）   | 01着 | R1:49.5（34.5）    | -0.6  | 0C.ルメール       | 55        | （グラニーズチップス） | 494         |        |
| 2017.01.29 | 東京           | セントポーリア賞 | 500万下  | 芝1800m（良） | 11    | 6     | 7     | 002.60（1人）   | 05着 | R1:48.1（33.4）    | -0.4  | 0蛯名正義         | 56        | ダイワキャグニー       | 496         |        |
| 0000.02.26 | 阪神           | すみれS          | OP       | 芝2200m（良） | 7     | 5     | 5     | 001.90（1人）   | 03着 | R2:15.0（36.3）    | -0.9  | 0川田将雅         | 56        | クリンチャー           | 486         |        |
| 0000.03.25 | 阪神           | 毎日杯           | GIII     | 芝1800m（良） | 8     | 6     | 6     | 032.80（7人）   | 03着 | R1:46.7（33.4）    | -0.2  | 0A.シュタルケ     | 56        | アルアイン             | 482         |        |
| 0000.07.15 | 中京           | 3歳上500万下     |          | 芝2000m（良） | 13    | 4     | 4     | 001.50（1人）   | 01着 | R1:59.1（33.2）    | -0.3  | 0福永祐一         | 54        | （スズカディープ）     | 490         |        |
| 0000.08.05 | 新潟           | 信濃川特別       | 1000万下 | 芝2000m（良） | 14    | 4     | 5     | 002.00（1人）   | 01着 | R1:56.9（32.9）    | -0.2  | 0M.デムーロ       | 54        | （ブラックプラチナム） | 498         |        |
| 0000.09.24 | 阪神           | 神戸新聞杯       | GII      | 芝2400m（良） | 14    | 4     | 5     | 003.50（2人）   | 02着 | R2:24.9（33.9）    | -0.3  | 0M.デムーロ       | 56        | レイデオロ             | 486         |        |
| 0000.10.22 | 京都           | 菊花賞           | GI       | 芝3000m（不） | 18    | 7     | 13    | 004.50（1人）   | 01着 | R3:18.9（39.6）    | -0.3  | 0M.デムーロ       | 57        | （クリンチャー）       | 488         |        |
| 0000.12.10 | 沙田           | 香港ヴァーズ     | G1       | 芝2400m（良） | 12    | 3     | 12    | 003.60（2人）   | 09着 | R2.27.73           | -1.50 | 0M.デムーロ       | 55        | Highland Reel          | 計不        |        |
| 2018.03.24 | 中山           | 日経賞           | GII      | 芝2500m（良） | 15    | 8     | 14    | 003.30（1人）   | 09着 | R2:34.6（36.7）    | -0.7  | 0C.ルメール       | 57        | ガンコ                 | 496         |        |
| 0000.06.24 | 阪神           | 宝塚記念         | GI       | 芝2200m（稍） | 16    | 8     | 16    | 005.70（2人）   | 08着 | R2:12.5（35.9）    | -0.9  | 0M.デムーロ       | 58        | ミッキーロケット       | 494         |        |
| 0000.10.07 | 東京           | 毎日王冠         | GII      | 芝1800m（良） | 13    | 1     | 1     | 015.80（6人）   | 03着 | R1:44.7（33.9）    | -0.2  | 0川田将雅         | 58        | アエロリット           | 504         |        |
| 0000.10.28 | 東京           | 天皇賞（秋）     | GI       | 芝2000m（良） | 12    | 7     | 10    | 012.80（6人）   | 03着 | R1:57.0（34.7）    | -0.2  | 0川田将雅         | 58        | レイデオロ             | 496         |        |
| 0000.11.25 | 東京           | ジャパンC        | GI       | 芝2400m（良） | 14    | 5     | 8     | 009.20（4人）   | 02着 | R2:20.9（34.7）    | -0.3  | 0川田将雅         | 57        | アーモンドアイ         | 504         |        |
| 0000.12.23 | 中山           | 有馬記念         | GI       | 芝2500m（稍） | 16    | 7     | 14    | 005.90（2人）   | 05着 | R2:32.8（37.5）    | -0.6  | 0川田将雅         | 57        | ブラストワンピース     | 506         |        |
| 2019.03.31 | 阪神           | 大阪杯           | GI       | 芝2000m（良） | 14    | 4     | 6     | 004.10（2人）   | 02着 | R2:01.0（35.4）    | -0.0  | 0川田将雅         | 57        | アルアイン             | 508         |        |
| 0000.06.23 | 阪神           | 宝塚記念         | GI       | 芝2200m（良） | 12    | 1     | 1     | 003.60（1人）   | 02着 | R2:11.3（35.8）    | -0.5  | 0川田将雅         | 58        | リスグラシュー         | 506         |        |
| 0000.09.15 | パリロンシャン | フォワ賞         | G2       | 芝2400m（良） | 4     | 3     | 3     | 003.60（2人）   | 03着 | R2:27.87           | -0.3  | 0C.スミヨン       | 58        | Waldgeist              | 計不        |        |
| 0000.10.06 | パリロンシャン | 凱旋門賞         | G1       | 芝2400m（重） | 12    | 7     | 4     |                 | 07着 | R2:35.82（42.02）- | -3.85 | 0C.スミヨン       | 59.5      | Waldgeist              | 計不        | [ 79 ] |
| 0000.12.22 | 中山           | 有馬記念         | GI       | 芝2500m（良） | 16    | 6     | 11    | 027.10（7人）   | 05着 | R2:31.6（35.8）    | -1.1  | 0R.ムーア         | 57        | リスグラシュー         | 506         |        |
| 2020.03.22 | 阪神           | 阪神大賞典       | GII      | 芝3000m（良） | 10    | 8     | 9     | 001.60（1人）   | 07着 | R3:03.6（36.7）    | -0.6  | 0川田将雅         | 57        | ユーキャンスマイル     | 506         |        |
| 0000.05.03 | 京都           | 天皇賞（春）     | GI       | 芝3200m（良） | 14    | 5     | 8     | 005.30（3人）   | 06着 | R3:17.3（36.8）    | -0.8  | 0武豊             | 58        | フィエールマン         | 512         |        |
| 0000.06.28 | 阪神           | 宝塚記念         | GI       | 芝2200m（稍） | 18    | 7     | 14    | 014.20（6人）   | 02着 | R2:14.5（37.2）    | -1.0  | 0武豊             | 58        | クロノジェネシス       | 502         |        |
| 0000.10.11 | 京都           | 京都大賞典       | GII      | 芝2400m（稍） | 17    | 1     | 2     | 003.50（1人）   | 02着 | R2:25.7（34.3）    | -0.1  | 0浜中俊           | 57        | グローリーヴェイズ     | 502         |        |
| 0000.11.01 | 東京           | 天皇賞（秋）     | GI       | 芝2000m（良） | 12    | 6     | 8     | 016.70（4人）   | 05着 | R1:58.6（34.1）    | -0.8  | 0武豊             | 58        | アーモンドアイ         | 508         |        |
| 0000.11.29 | 東京           | ジャパンC        | GI       | 芝2400m（良） | 15    | 3     | 4     | 044.60（6人）   | 08着 | R2:24.1（38.9）    | -1.1  | 0浜中俊           | 57        | アーモンドアイ         | 508         |        |
| 0000.12.27 | 中山           | 有馬記念         | GI       | 芝2500m（良） | 16    | 3     | 6     | 024.90（8人）   | 12着 | R2:36.5（37.6）    | -1.5  | 0浜中俊           | 57        | クロノジェネシス       | 516         |        |
| 2021.03.14 | 中京           | 金鯱賞           | GII      | 芝2000m（重） | 10    | 7     | 7     | 010.00（3人）   | 05着 | R2:02.0（35.9）    | -0.2  | 0M.デムーロ       | 57        | ギベオン               | 504         |        |
| 0000.04.25 | 沙田           | QE2世C           | G1       | 芝2000m（良） | 7     | 3     | 4     | 014.50（5人）   | 04着 | R2:01.67           | -0.45 | 0C.スコフィールド | 57        | Loves Only You         | 504         |        |
| 0000.06.27 | 阪神           | 宝塚記念         | GI       | 芝2200m（良） | 13    | 8     | 13    | 016.60（5人）   | 05着 | R2:12.2（35.7）    | -1.2  | 0福永祐一         | 58        | クロノジェネシス       | 508         |        |
| 0000.10.10 | 阪神           | 京都大賞典       | GII      | 芝2400m（良） | 14    | 7     | 11    | 007.40（4人）   | 03着 | R2:24.6（36.4）    | -0.1  | 0和田竜二         | 57        | マカヒキ               | 506         |        |
| 0000.11.28 | 東京           | ジャパンC        | GI       | 芝2400m（良） | 18    | 3     | 5     | 037.40（7人）   | 10着 | R2:26.0（36.6）    | -1.3  | 0和田竜二         | 57        | コントレイル           | 512         |        |
| 0000.12.26 | 中山           | 有馬記念         | GI       | 芝2500m（良） | 16    | 8     | 15    | 043.80（7人）   | 10着 | R2:33.6（37.6）    | -1.6  | 0松山弘平         | 57        | エフフォーリア         | 516         |        |

## 血統表
| キセキの血統                    | キセキの血統                               | キセキの血統                               | （血統表の出典）                           | （血統表の出典）  |
| 父系                            | キングマンボ系（ミスタープロスペクター系） | キングマンボ系（ミスタープロスペクター系） | キングマンボ系（ミスタープロスペクター系） | [ § 2 ]           |
| 父 ルーラーシップ 2007 鹿毛     | 父の父キングカメハメハ 2001 鹿毛           | Kingmambo                                  | Mr. Prospector                             | Mr. Prospector    |
| 父 ルーラーシップ 2007 鹿毛     | 父の父キングカメハメハ 2001 鹿毛           | Kingmambo                                  | Miesque                                    |                   |
| 父 ルーラーシップ 2007 鹿毛     | 父の父キングカメハメハ 2001 鹿毛           | *マンファス                                | *ラストタイクーン                          | *ラストタイクーン |
| 父 ルーラーシップ 2007 鹿毛     | 父の父キングカメハメハ 2001 鹿毛           | *マンファス                                | Pilot Bird                                 |                   |
| 父 ルーラーシップ 2007 鹿毛     | 父の母エアグルーヴ 1993 鹿毛               | *トニービン                                | *カンパラ                                  | *カンパラ         |
| 父 ルーラーシップ 2007 鹿毛     | 父の母エアグルーヴ 1993 鹿毛               | *トニービン                                | Severn Bridge                              |                   |
| 父 ルーラーシップ 2007 鹿毛     | 父の母エアグルーヴ 1993 鹿毛               | ダイナカール                               | *ノーザンテースト                          | *ノーザンテースト |
| 父 ルーラーシップ 2007 鹿毛     | 父の母エアグルーヴ 1993 鹿毛               | ダイナカール                               | シャダイフェザー                           |                   |
| 母 ブリッツフィナーレ 2008 鹿毛 | 母の父ディープインパクト 2002 鹿毛         | *サンデーサイレンス                        | Halo                                       | Halo              |
| 母 ブリッツフィナーレ 2008 鹿毛 | 母の父ディープインパクト 2002 鹿毛         | *サンデーサイレンス                        | Wishing Well                               |                   |
| 母 ブリッツフィナーレ 2008 鹿毛 | 母の父ディープインパクト 2002 鹿毛         | *ウインドインハーヘア                      | Alzao                                      | Alzao             |
| 母 ブリッツフィナーレ 2008 鹿毛 | 母の父ディープインパクト 2002 鹿毛         | *ウインドインハーヘア                      | Burghclere                                 |                   |
| 母 ブリッツフィナーレ 2008 鹿毛 | 母の母ロンドンブリッジ 1995 栗毛           | *ドクターデヴィアス                        | Ahonoora                                   | Ahonoora          |
| 母 ブリッツフィナーレ 2008 鹿毛 | 母の母ロンドンブリッジ 1995 栗毛           | *ドクターデヴィアス                        | Rose of Jericho                            |                   |
| 母 ブリッツフィナーレ 2008 鹿毛 | 母の母ロンドンブリッジ 1995 栗毛           | *オールフォーロンドン                      | Danzig                                     | Danzig            |
| 母 ブリッツフィナーレ 2008 鹿毛 | 母の母ロンドンブリッジ 1995 栗毛           | *オールフォーロンドン                      | Full Card                                  |                   |
| 母系(F-No.)                     | 22号族(FN:22-b)                            | 22号族(FN:22-b)                            | 22号族(FN:22-b)                            | [ § 3 ]           |
| 5代内の近親交配                 | Northern Dancer S5×M5 = 6.25%              | Northern Dancer S5×M5 = 6.25%              | Northern Dancer S5×M5 = 6.25%              | [ § 4 ]           |
| 出典                            | 1. 2. 3. 4.                                | 1. 2. 3. 4.                                | 1. 2. 3. 4.                                | 1. 2. 3. 4.       |

- 全妹ビッグリボンは2023年マーメイドステークス優勝馬。
- 祖母ロンドンブリッジは1997年のファンタジーステークス勝ち馬で、1998年桜花賞2着の実績がある。
- 母ブリッツフィナーレの半姉に2004年オークス馬のダイワエルシエーロ、半兄にアーリントンカップと京都金杯を勝ったビッグプラネット、全弟に中京記念を勝ったグレーターロンドンがいる。